# Brent Haygarth
Brent Haygarth (* 27. Dezember 1967 in Durban) ist ein ehemaliger südafrikanischer Tennisspieler.

## Karriere
1988 wurde er Tennisprofi und im selben Jahr erreichte er erstmals das Finale eines Turniers der ATP Challenger Tour. Seinen ersten Challenger-Doppeltitel errang er zwei Jahre später. 1992 stand er beim Turnier in Florenz erstmals in einem Doppelfinale der ATP Tour. In seiner Karriere gewann er mit wechselnden Partnern sechs Doppeltitel auf der ATP World Tour, zudem stand er fünf weitere Mal in einem Finale. Seine höchsten Weltranglistennotierungen erreichte er 1999 mit Platz 40 im Doppel sowie 1990 mit Position 384 im Einzel.
Im Einzel konnte er sich nie für ein Grand-Slam-Turnier qualifizieren. Im Doppel erreichte er 1994 das Viertelfinale von Wimbledon und 1999 das Viertelfinale der US Open. Zudem stand er 1995 im Achtelfinale der Mixed-Konkurrenz von Wimbledon.

## Leben
Haygarth wuchs als Sohn von Renée Schuurman, fünffache Gewinnerin eines Grand-Slam-Doppeltitels sowie eines Mixed-Titels, in einer tennisbegeisterten Familie auf. Er nahm 1985 an den Juniorenturnieren von Wimbledon und der French Open teil, verlor jedoch jeweils seine erste Begegnung. Zwischen 1986 und 1987 studierte er an der Texas A&M University, die auch sein Bruder Kirk und seine Schwester Derryn besuchten.
Haygarth heiratete erstmals 1991, aus der Ehe gingen zwei Söhne hervor. Die zweite Heirat war 2009 mit der US-amerikanischen Tennisspielerin Tara Snyder.

## Erfolge
| Legende                       |
| Grand Slam                    |
| Tennis Masters Cup            |
| ATP Masters Series            |
| ATP International Series Gold |
| ATP International Series (6)  |
| ATP Challenger Series (7)     |

| ATP-Titel nach Belag |
| Hartplatz (2)        |
| Sand (3)             |
| Rasen (0)            |
| Teppich (1)          |

### Doppel

#### Turniersiege

##### ATP Tour
| Nr. | Datum            | Turnier     | Belag       | Partner              | Finalgegner                   | Ergebnis      |
| --- | ---------------- | ----------- | ----------- | -------------------- | ----------------------------- | ------------- |
| 1.  | 3. April 1994    | Sun City    | Hartplatz   | Marius Barnard       | Ellis Ferreira Grant Stafford | 6:3, 7:5      |
| 2.  | 6. August 1995   | Los Angeles | Hartplatz   | Kent Kinnear         | Scott Davis Goran Ivanišević  | 6:4, 7:6      |
| 3.  | 21. April 1996   | Bermuda     | Sand        | Jan Apell            | Pat Cash Patrick Rafter       | 3:6, 6:1, 6:3 |
| 4.  | 23. Juni 1996    | Bologna     | Sand        | Christo van Rensburg | Karim Alami Gábor Köves       | 6:1, 6:4      |
| 5.  | 2. Mai 1998      | Atlanta     | Sand        | Ellis Ferreira       | Alex O’Brien Richey Reneberg  | 6:3, 0:6, 6:2 |
| 6.  | 10. Oktober 1999 | Basel       | Teppich (i) | Aleksandar Kitinov   | Jiří Novák David Rikl         | 0:6, 6:4, 7:5 |

##### Challenger Tour
| Nr. | Datum              | Turnier         | Belag     | Partner         | Finalgegner                        | Ergebnis      |
| --- | ------------------ | --------------- | --------- | --------------- | ---------------------------------- | ------------- |
| 1.  | 16. September 1990 | Azoren          | Hartplatz | Scott Patridge  | Andrew Castle Nduka Odizor         | 6:7, 7:6, 6:3 |
| 2.  | 16. Juni 1991      | Köln            | Sand      | Byron Talbot    | Magnus Gustafsson Alexander Mronz  | 7:5, 6:4      |
| 3.  | 3. Mai 1992        | Acapulco        | Sand      | Royce Deppe     | Gustavo Guerrero Roberto Saad      | 6:3, 4:6, 7:6 |
| 4.  | 11. Oktober 1992   | Reggio Calabria | Sand      | Tomáš Anzari    | João Cunha e Silva Dmytro Poljakow | 6:4, 7:6      |
| 5.  | 1. November 1992   | Brest           | Hartplatz | Marius Barnard  | Ģirts Dzelde Bent-Ove Pedersen     | 6:2, 7:6      |
| 6.  | 26. September 1993 | Porto           | Sand      | Johan de Beer   | Cristian Brandi Federico Mordegan  | 6:2, 2:6, 7:6 |
| 7.  | 24. September 2000 | Houston         | Hartplatz | Marcos Ondruska | James Blake Kevin Kim              | 6:4, 6:2      |

#### Finalteilnahmen
| Nr. | Datum              | Turnier         | Belag       | Partner        | Finalgegner                        | Ergebnis       |
| --- | ------------------ | --------------- | ----------- | -------------- | ---------------------------------- | -------------- |
| 1.  | 14. Juni 1992      | Florenz         | Sand        | Royce Deppe    | Marcelo Filippini Luiz Mattar      | 4:6, 7:6, 4:6  |
| 2.  | 2. Februar 1997    | Zagreb          | Teppich (i) | Mark Keil      | Saša Hiršzon Goran Ivanišević      | 4:6, 3:6       |
| 3.  | 15. Februar 1998   | St. Petersburg  | Teppich (i) | Marius Barnard | Nicklas Kulti Mikael Tillström     | 6:3, 3:6, 6:7  |
| 4.  | 23. Mai 1999       | St. Pölten      | Sand        | Robbie Koenig  | Andrew Florent Andrei Olchowski    | 7:5, 4:6, 5:7  |
| 5.  | 20. Juni 1999      | Nottingham      | Sand        | Marius Barnard | Patrick Galbraith Justin Gimelstob | 7:5, 5:7, 3:6  |
| 6.  | 16. September 2001 | Costa do Sauípe | Hartplatz   | Gastón Etlis   | Enzo Artoni Daniel Melo            | 3:6, 6:1, 6:75 |